# Kommende St. Elisabeth

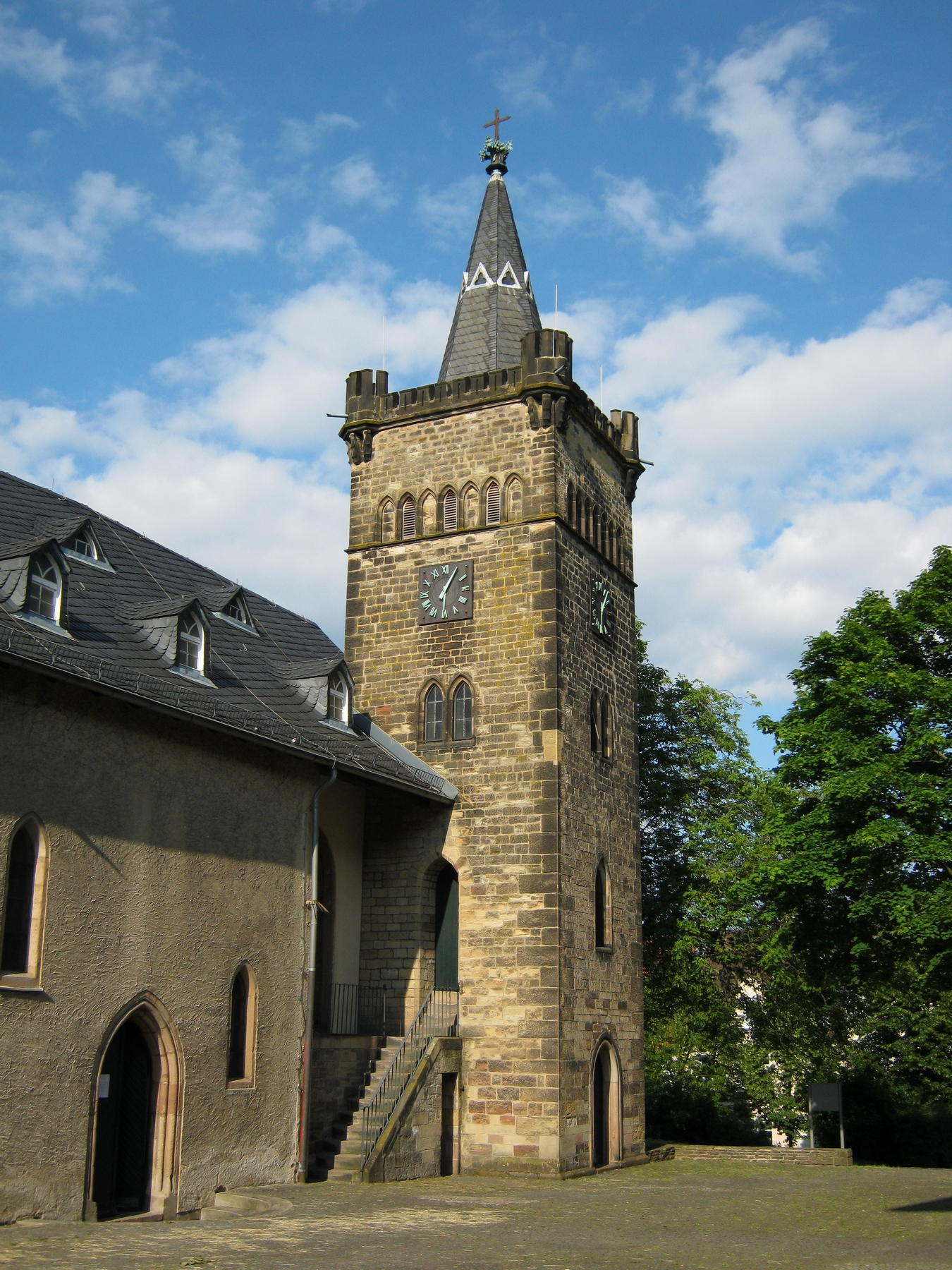
Deutschherrenkapelle mit Turm von 1868

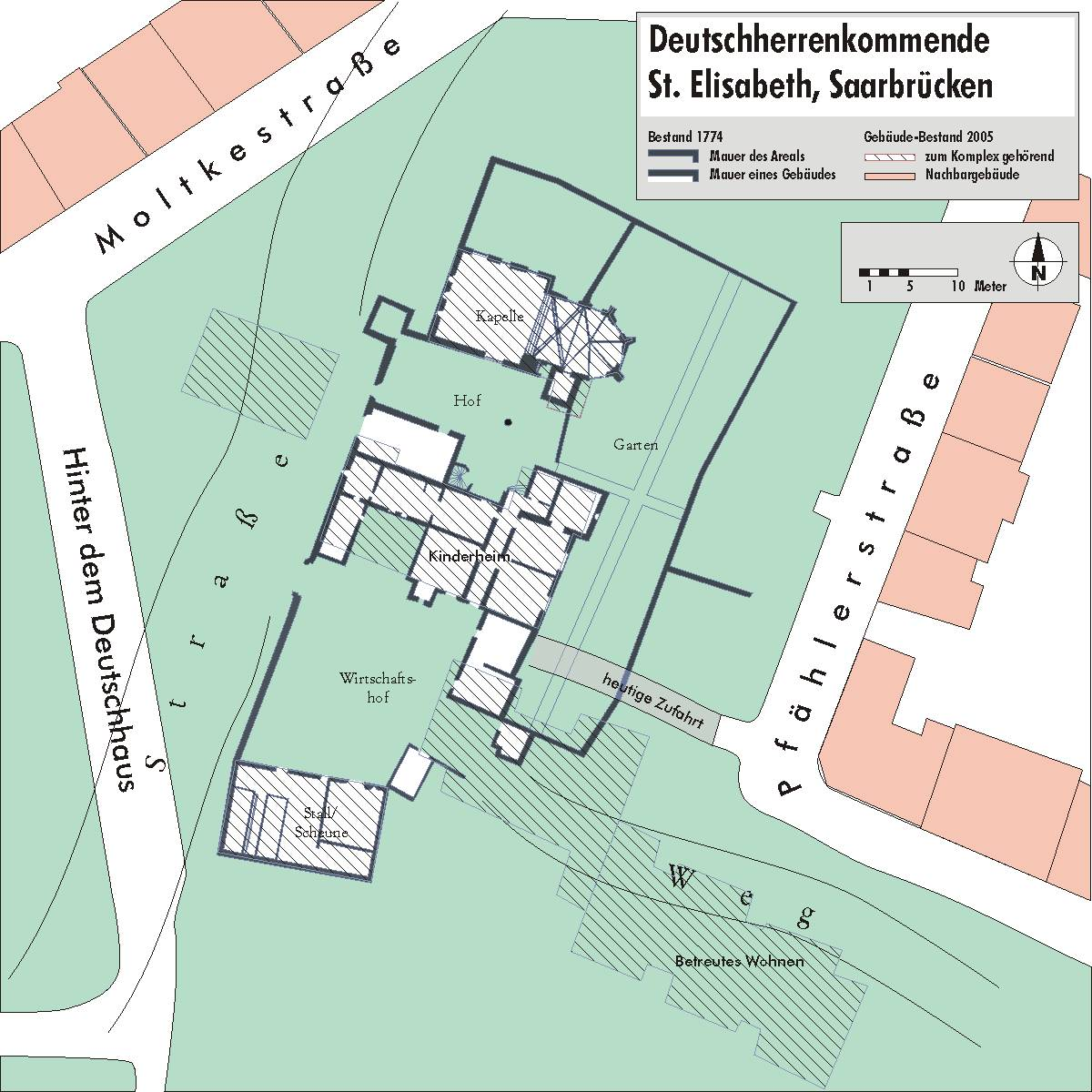
Gebäudebestand 1774 und 2005

Die Kommende St. Elisabeth in Saarbrücken ist die ehemalige Niederlassung des Deutschherrenordens in Saarbrücken. Sie wurde zum Ende des Lebens von Graf Simon III., der am Fünften Kreuzzug teilgenommen hatte, wahrscheinlich im Jahr 1227 gegründet. Die Niederlassung wurde 1793 im Gefolge der Französischen Revolution aufgelöst. Seit 1896 ist das gesamte Ensemble im Besitz der Stadt Saarbrücken.
Im allgemeinen Sprachgebrauch wurde sie ehemals als „Deutschhaus“ oder heute meist subsumierend als „Deutschherrenkapelle“ bezeichnet, streng genommen bezeichnet dies aber nur Teile des Ensembles.
Doch nicht nur die Kapelle im nördlichen Teil der Anlage ist als Einzeldenkmal geschützt, sondern auch die zugehörige Zehntscheune von 1738 und das Deutschhaus (ursprünglich das Wohnhaus des Komturs), das wohl von 1557 bis 1561 errichtet und von 1953 bis 1959 stark verändert wiederaufgebaut wurde, stehen als Einzeldenkmale unter Denkmalschutz.
Kommenden waren die kleinsten Organisationseinheiten des Deutschherrenordens, die regional zu Balleien zusammengefasst wurden. Die Niederlassung in Saarbrücken war Bestandteil der Deutschordensballei Lothringen mit Sitz in Trier. Die nächstgelegenen Kommenden des Deutschherrenordens waren die Kommende Beckingen und die Kommende Einsiedel (heute Einsiedlerhof bei Kaiserslautern).
Flurbezeichnungen, Straßen- und Wegenamen im Saarbrücker Stadtteil Alt-Saarbrücken weisen bis heute auf den ehemals umfangreichen Besitz der Kommende hin: Am Ordensgut, Deutschherrnpfad, Deutschherrnstraße, Deutschmühlenweiher, Hinter dem Deutschhaus, Komtursteig, Komturstraße, Ober der Deutschmühle, Ordenspfad, Ordenstreppe, Deutschhausweg und Deutschmühlental.

## Geschichte

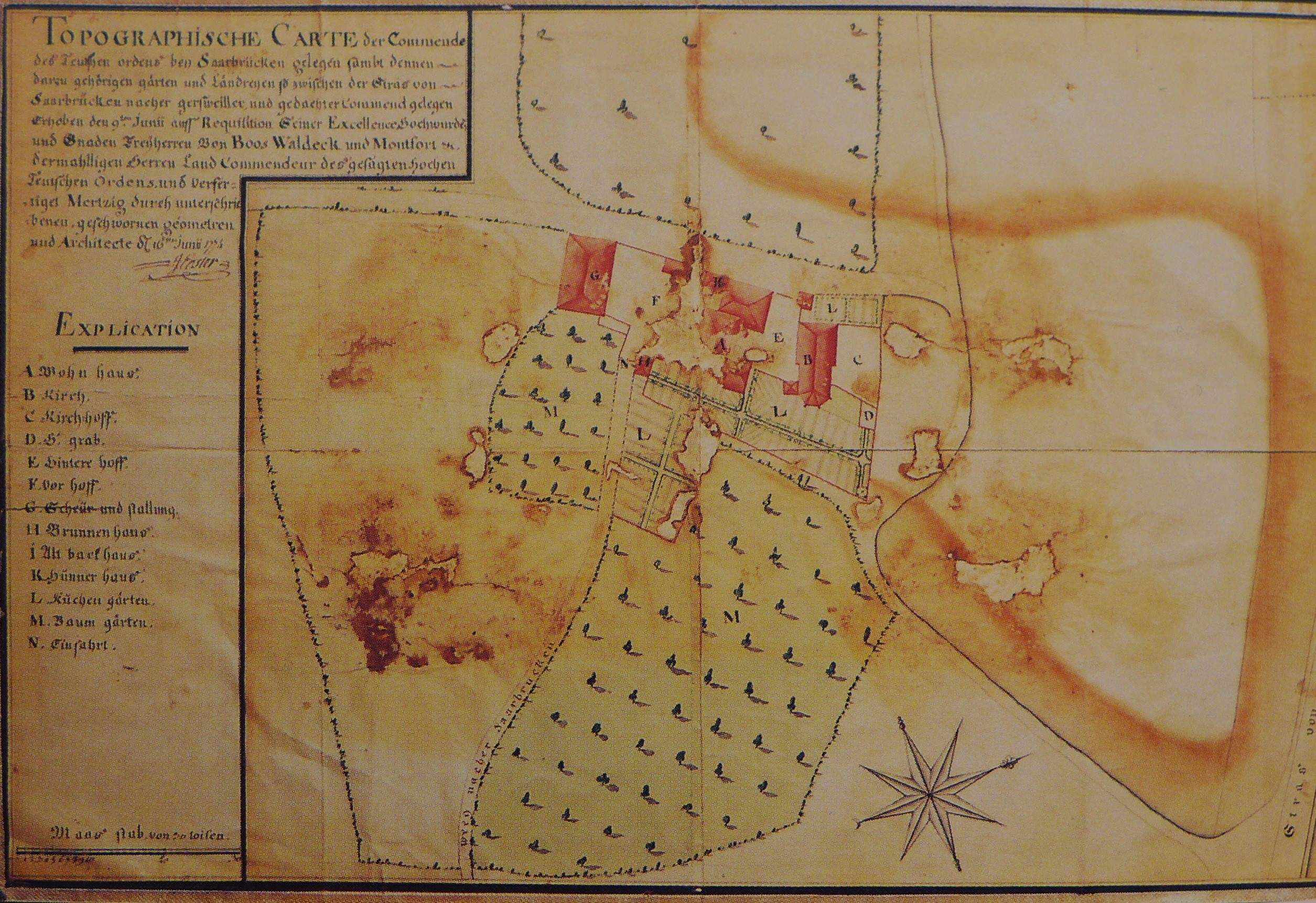
Topographische Karte der Kommende St. Elisabeth Saarbrücken vom Ende des 18. Jahrhunderts (Landeshauptarchiv Koblenz)

Die Gründung geht auf das Jahr 1227 zurück. Der Stiftungsbrief Graf Simons III. von Saarbrücken lautet in deutscher Zusammenfassung:

„Graf Simon III. gibt zu seinem Seelenheil seiner Herrin, der heiligen Maria, und den Brüdern vom Deutschen Haus ein Areal zum Errichten eines Hauses bei Saarbrücken an einem Platz, den er und der Deutschordensmeister noch verabreden werden, weiterhin 4 Joch Ochsen und ausreichend Land für den Pflug in dem gräflichen Wald bei Saarbrücken namens Hagen sowie Heu für jene 8 Ochsen. Außerdem wird er Land für den Kräutergarten und ein Fischwasser ausweisen, hat schon seinen Obstgarten beim Saarbrücker Stadttor übergeben sowie 10 ungezähmte Pferde samt einem Streitroß und Weiden in seinen Wäldern Warndt und Quierschied, Bau- und Brennholz im Wald Quierschied, ebenso 2 Plätze für oder Anteile an Salzpfannen in Marsal und 5 Schilling Pfennig-Zins mit dem Patronatsrecht in Geberstorf zusammen mit der Saarbrücker Burgkapelle.“

Nach dem Tod Simons III. bestätigte der Metzer Bischof Johann von Apremont als Lehnsherr im Jahr 1236 die Stiftung.
Die Töchter des Stifters, Gräfin Lorette (Regentschaft: 1235–1271) und ihre Schwester Mathilde (Regentschaft: 1271–1274), statteten die Kommende mit weiteren Gütern aus.

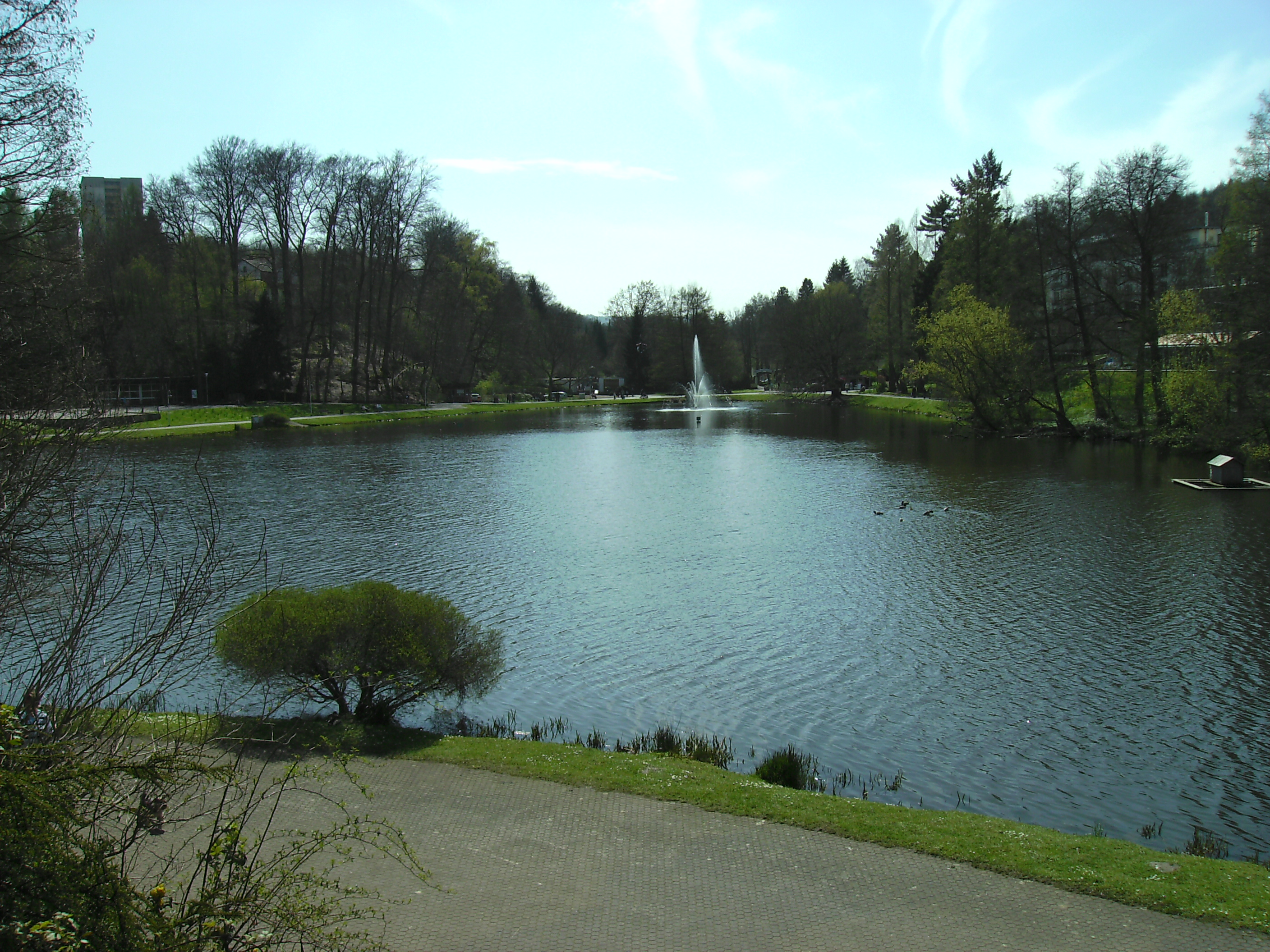
Deutschmühlenweiher

Spätestens ab dem 15. Jahrhundert setzte der Niedergang der Kommende ein. Höhepunkt in dieser Phase des Verfalls dürfte die Absetzung des Landkomturs Dietrich von Nassau 1532 sein. Ihm wurde ausschweifende Lebensweise vorgeworfen. Sein Nachfolger Geiselbart Schenk von Schmidtburg schaffte einen Neuanfang, was sich u. a. in der Errichtung eines neuen Wohntraktes bemerkbar machte, der 1561 fertiggestellt wurde. Im Türsturz des Gebäudes ist heute noch die Jahreszahl zu sehen. 1554 erwarb er etwas unterhalb im Tal die Breitenbacher Mühle, die 1558 durch Tausch an die Kommende des Deutschordens überging und seitdem Deutschordensmühle oder kurz Deutschmühle genannt wurde. Der dazugehörende Deutschmühlenweiher ist seit 1960 Bestandteil des Deutsch-Französischen Gartens.
1575 wurde die Grafschaft Saarbrücken evangelisch, die Besitzungen des Deutschen Ordens als reichsunmittelbarer Institution wurden dabei aber nicht angetastet.
1793 wurde unter der neuen französischen Herrschaft im Zuge der Französischen Revolution die Kommende aufgelöst und das Ordensgut versteigert. Der Besitz des Ordens wurde in Einzelparzellen aufgelöst und an privat versteigert. 1868 erwarb der Fuhrunternehmer J.B.Müller den Komplex, den er allerdings nicht selbst nutzte, sondern die Hofgebäude verpachtete und im Deutschhaus Mietwohnungen einrichtete.
Die Stadt Saarbrücken erwarb die gesamte Anlage 1896 und richtete ein Waisenhaus ein: Die Funktionsräume (Küche, Speisesaal u. ä.) befanden sich im Erdgeschoss des Deutschhauses, die Wohnung des Heimleiterpaares im 1. Stock, die Schlafsäle der Kinder im 2. Geschoss. Dieser Zustand änderte sich erst mit dem Neubau von neuen Wohnhäusern für Kinderwohngruppen in den 1950er Jahren. Das Deutschhaus wurde von da an als Verwaltungsgebäude für das deutlich größer gewordene „Jugendhilfezentrum“ genutzt. Die Wohnhäuser von 1955 wurden in den 1980er Jahren durch Neubauten ersetzt, diese wiederum 2010 durch neue Häuser am Südrand der Anlage. Die Scheune wurde 2009 saniert und wird seitdem als Kindergarten genutzt.

## Die Deutschherrenkapelle

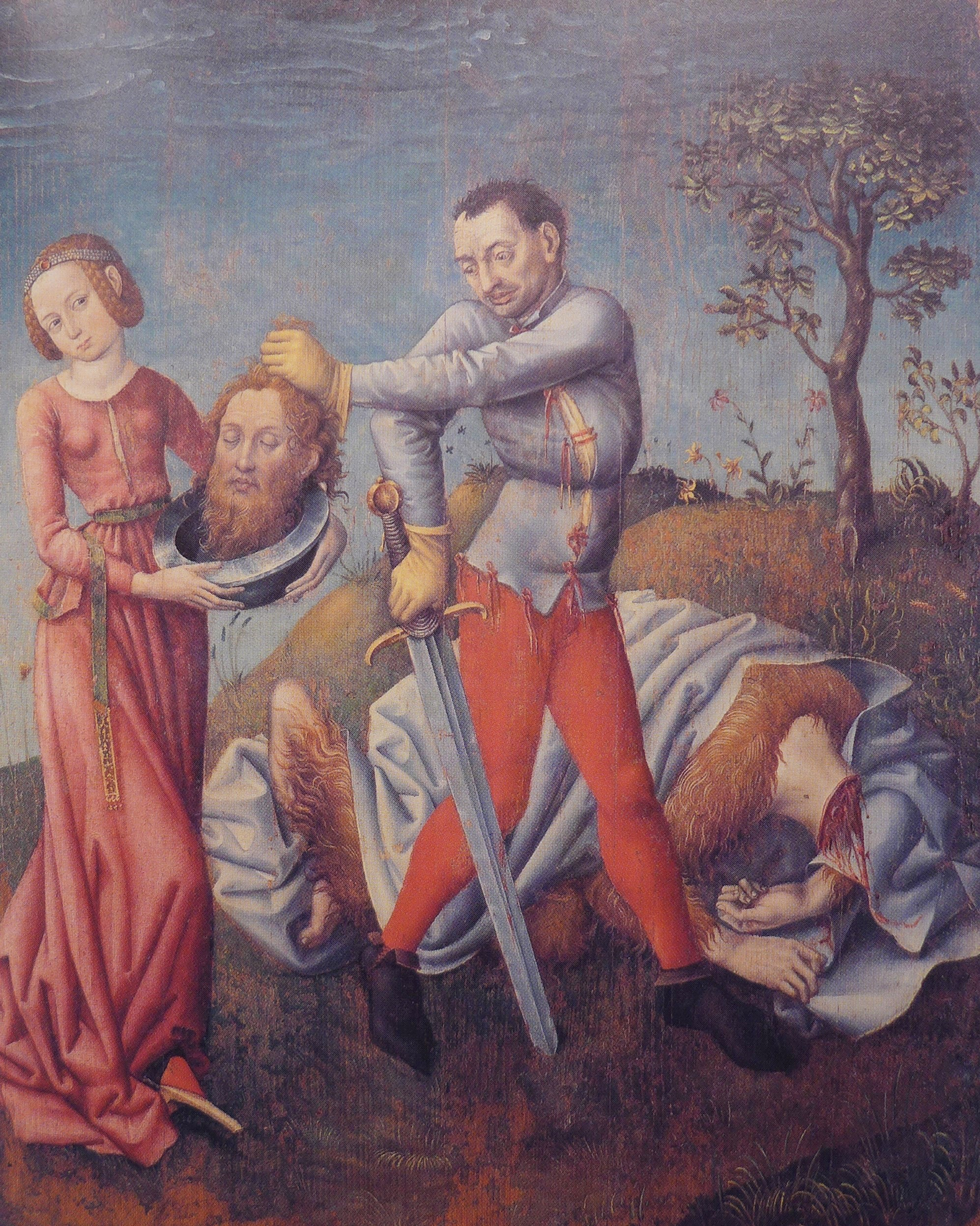
Jost Haller: Die Enthauptung Johannes des Täufers, Tafel des Altars der Kommende St. Elisabeth Saarbrücken (Bayerische Staatsgemäldesammlung, München)

Die heute noch existierende Kapelle stammt aus der Gründungszeit der Kommende, dem 13. Jahrhundert, und ist damit Saarbrückens ältestes erhaltenes Gebäude. Die Kapelle dürfte bereits zu Beginn als Hospital gedient haben, so wie es bei den Kirchen des Deutschen Ordens üblich war. Im quadratischen, zehn auf zehn Meter großen, verputzten Schiff der Kapelle war der eigentliche Krankensaal, im aus Hausteinen mit Strebepfeilern errichteten Chor stand der Altar und wurde der Gottesdienst abgehalten, sodass die Kranken daran teilhaben konnten. Krankensaal und Chor waren durch eine mit einer Tür oder einem Portal versehenen Mauer getrennt, die erst 1935 entfernt wurde. Der an der Südseite des Chores angebaute, ebenfalls quadratische, vier auf vier Meter große Turm erhielt 1774 eine barocke Haube. Im Jahr 1868 wurde der Turm neu errichtet und erhielt einen neugotischen Wehrgang und eine spitze Turmhaube. Der obere Teil des Turmes zeigt gewisse architektonische Ähnlichkeiten mit der Kubatur des Hauptturmes des Königsberger Schlosses, der seinerseits nach dem Entwurf von Friedrich August Stüler in den Jahren 1864 bis 1866 neogotisch umgestaltet worden war.
In den 1970er Jahren vorgenommene Grabungen des Landeskonservators brachten weitere Informationen zutage. So konnte eine Anlage untersucht werden, die offensichtlich als Gefängnis gedient hatte, schließlich besaß der Orden als reichsunmittelbare Hoheit eigene, wenn auch beschränkte Gerichtsbarkeit.

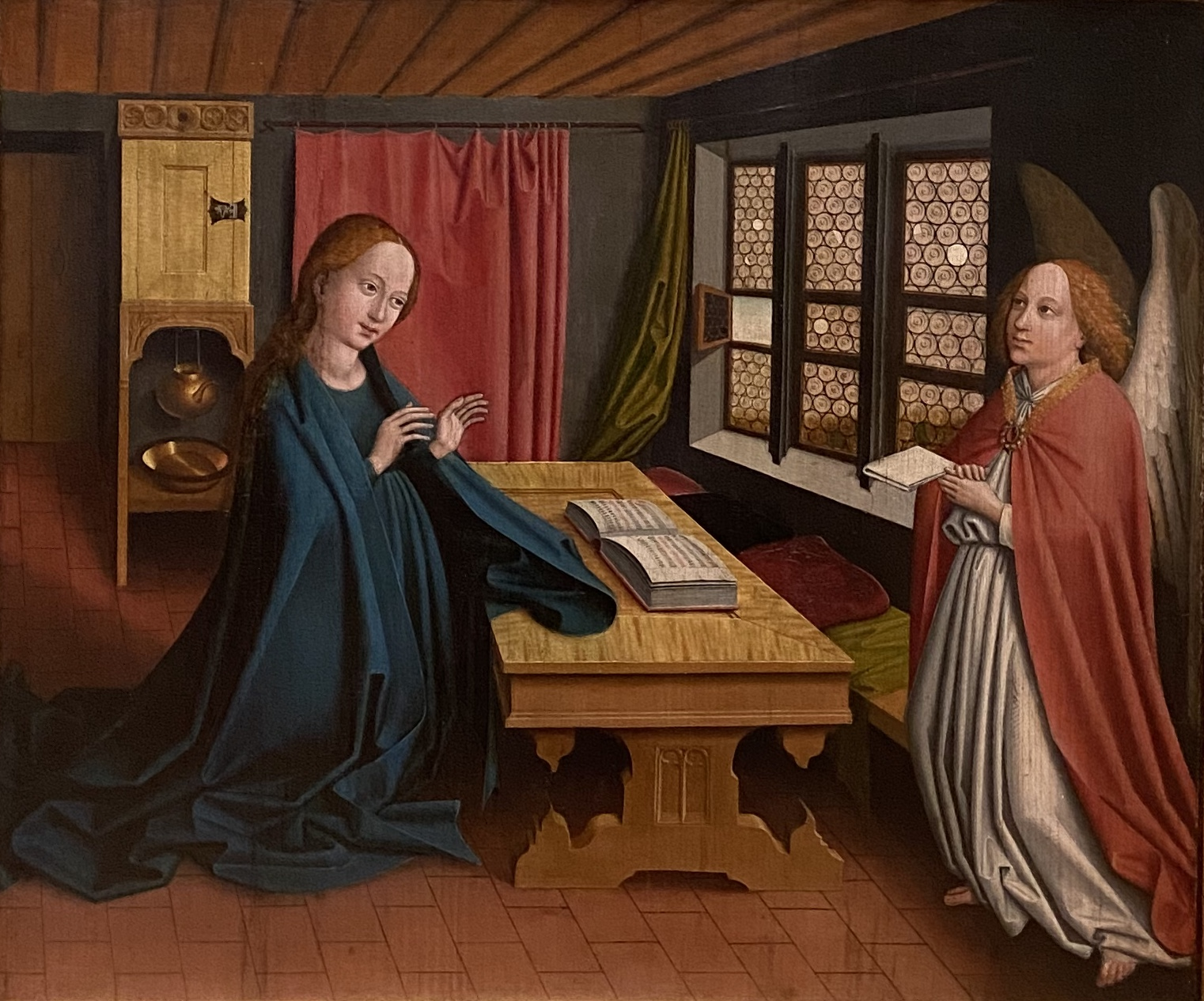
Jost Haller: Die Verkündigung Mariens, Tafel des Altars der Kommende St. Elisabeth Saarbrücken (Kunstmuseum Basel, Basel)

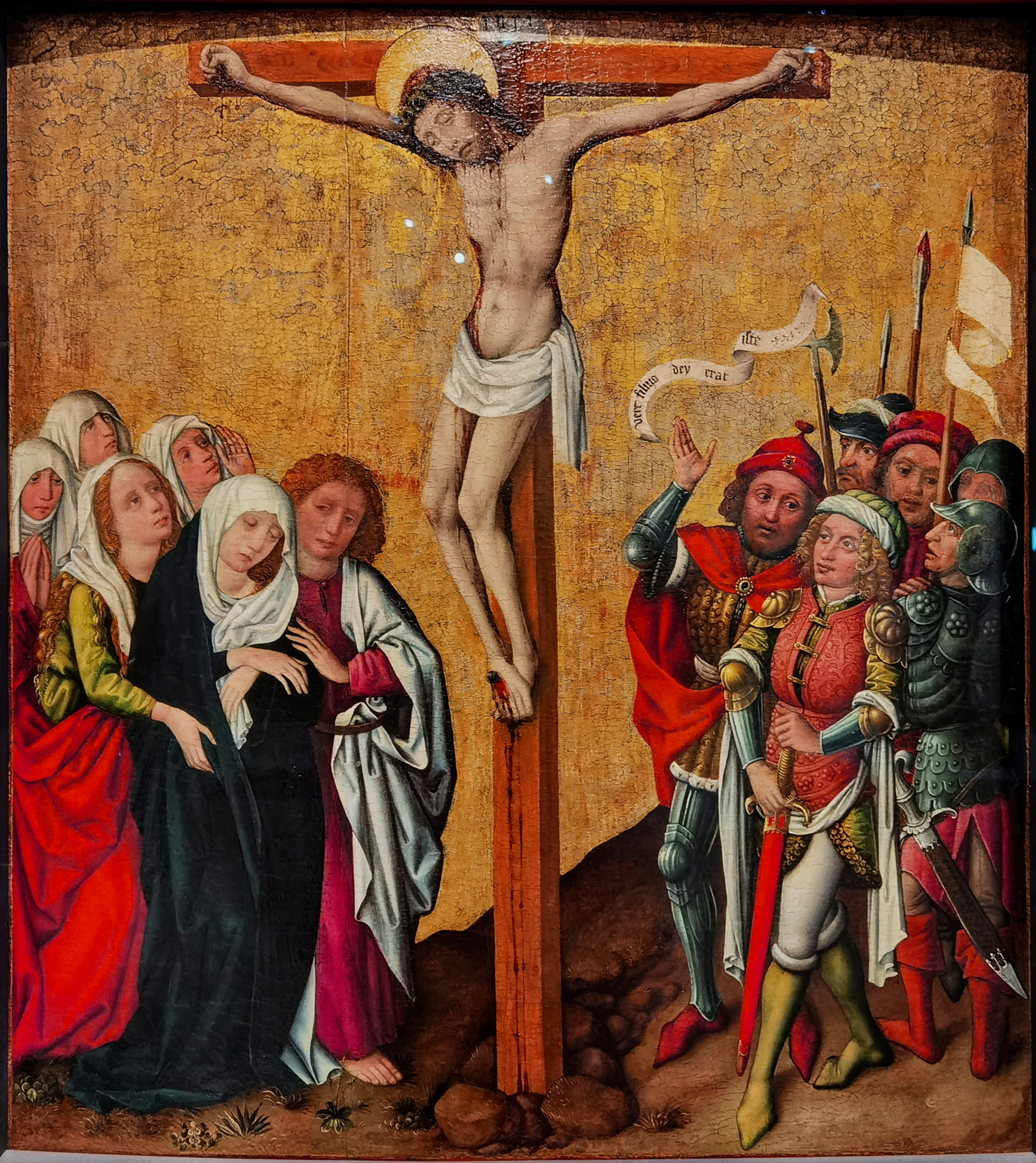
Jost Haller: Kreuzigung, vermutlich eine Tafel des Altars der Kommende St. Elisabeth Saarbrücken (Unterlinden-Museum, Colmar)

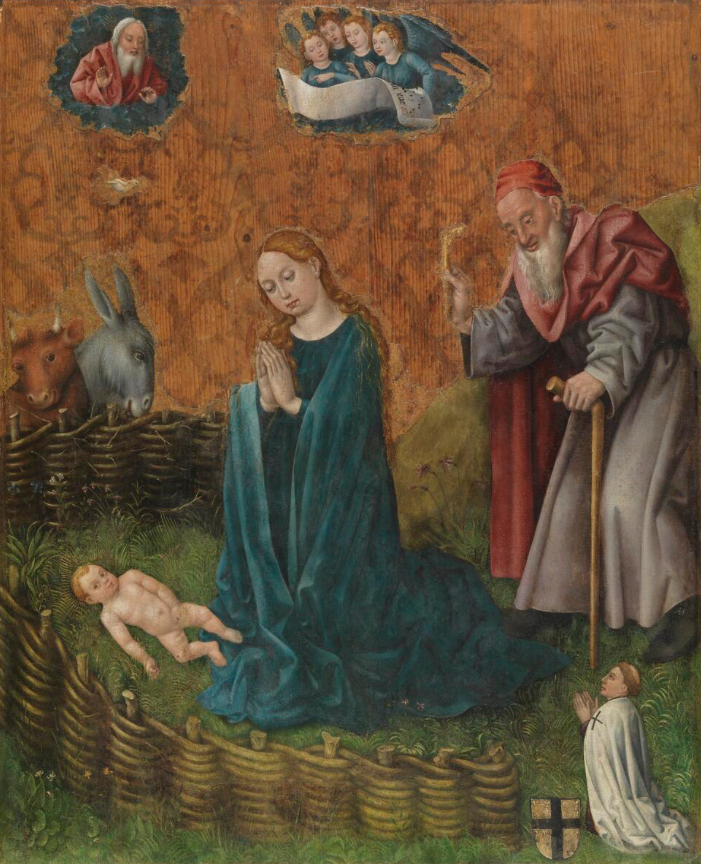
Jost Haller: Geburt Christi, ca. 1450–1460, vermutlich Teil des Altars der Kommende St. Elisabeth Saarbrücken (Germanisches Nationalmuseum, Nürnberg)

In der Kapelle stand früher ein berühmter Klappaltar des in Straßburg und in Saarbrücken wirkenden Malers Jost Haller. Der Altar wurde vermutlich im Gefolge der Auflösung der Kommende 1793 zersägt und in Einzelteilen versteigert. Zwei Klapptafeln („Verkündigung Mariens“ und „Mariae Heimsuchung“) befinden sich heute in Privatbesitz, je eine, – die „Enthauptung Johannes des Täufers“ und „Christi Geburt“ – hängen in Museen in München und Nürnberg. Ein fünftes Bild („Kreuzigung Christi“) befindet sich im Unterlinden-Museum in Colmar, auch dies wird dem verlorenen Saarbrücker Altar zugeschrieben.
Die Kapelle wird seit den 1930er Jahren von verschiedenen Konfessionen für Gottesdienste genutzt, sie kann aber auch von Privatpersonen für Veranstaltungen aller Art angemietet werden.

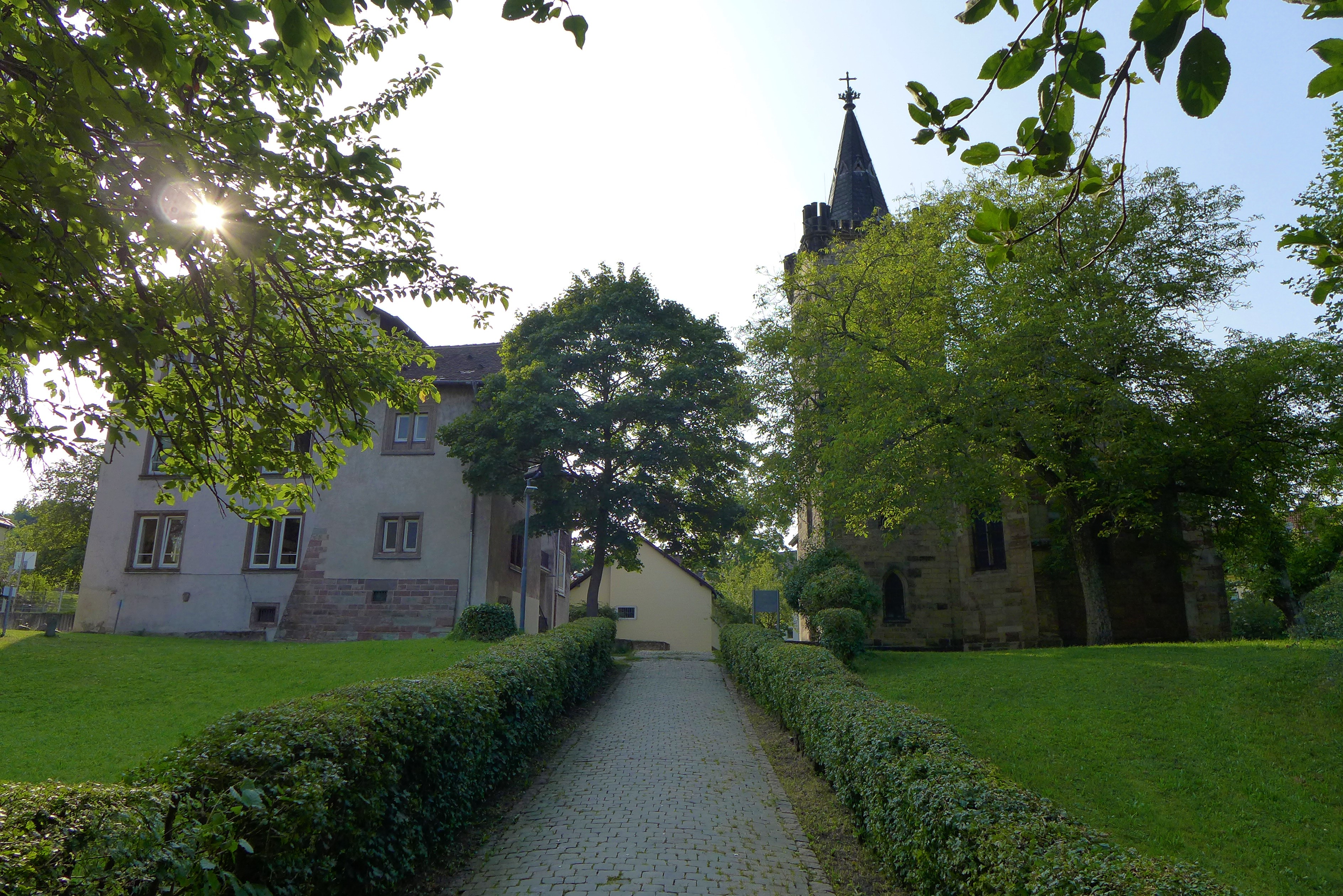
Zugang zur Deutschordenskommende St. Elisabeth
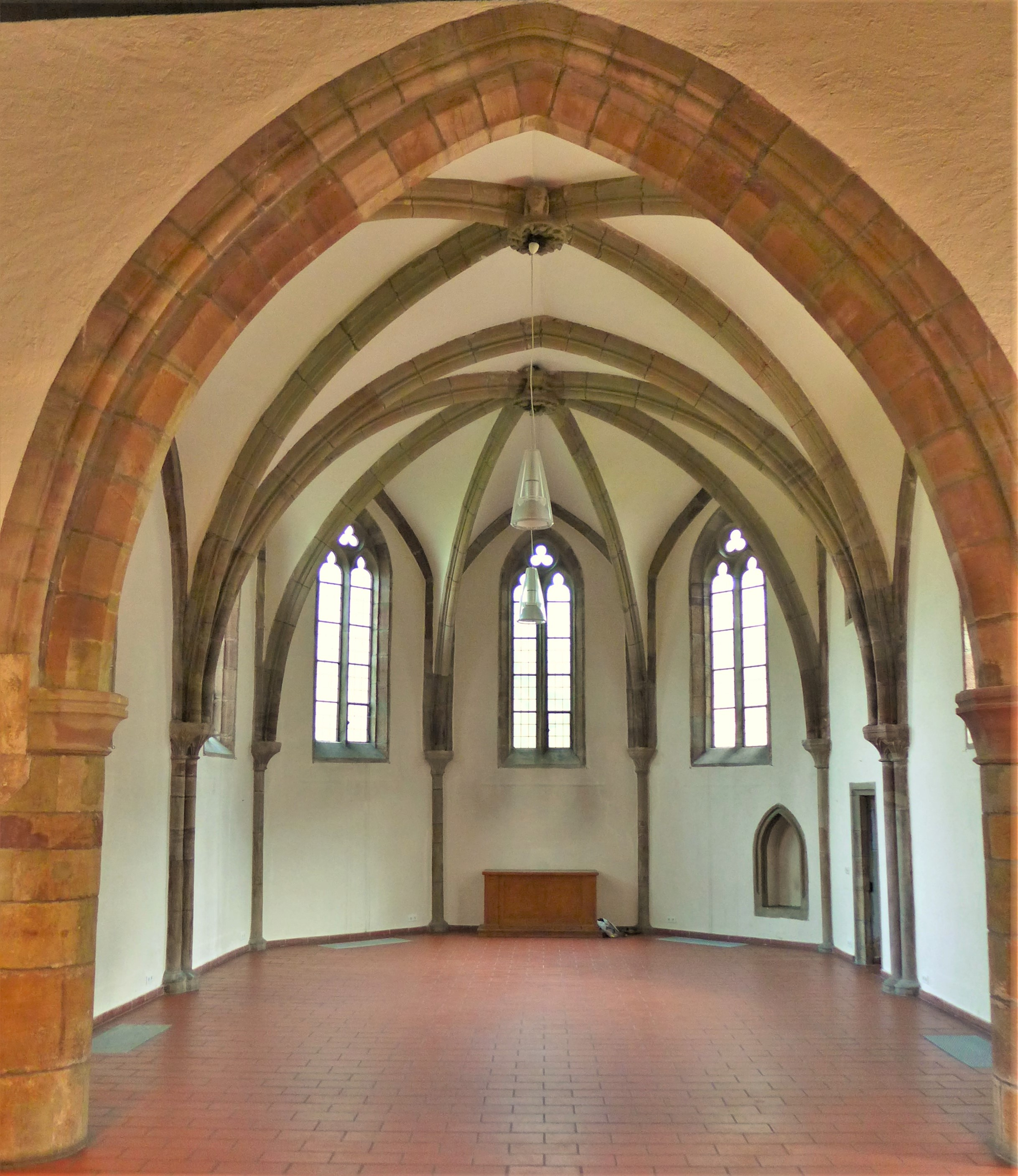
Inneres der Kapelle St. Elisabeth mit Blick zur Apsis
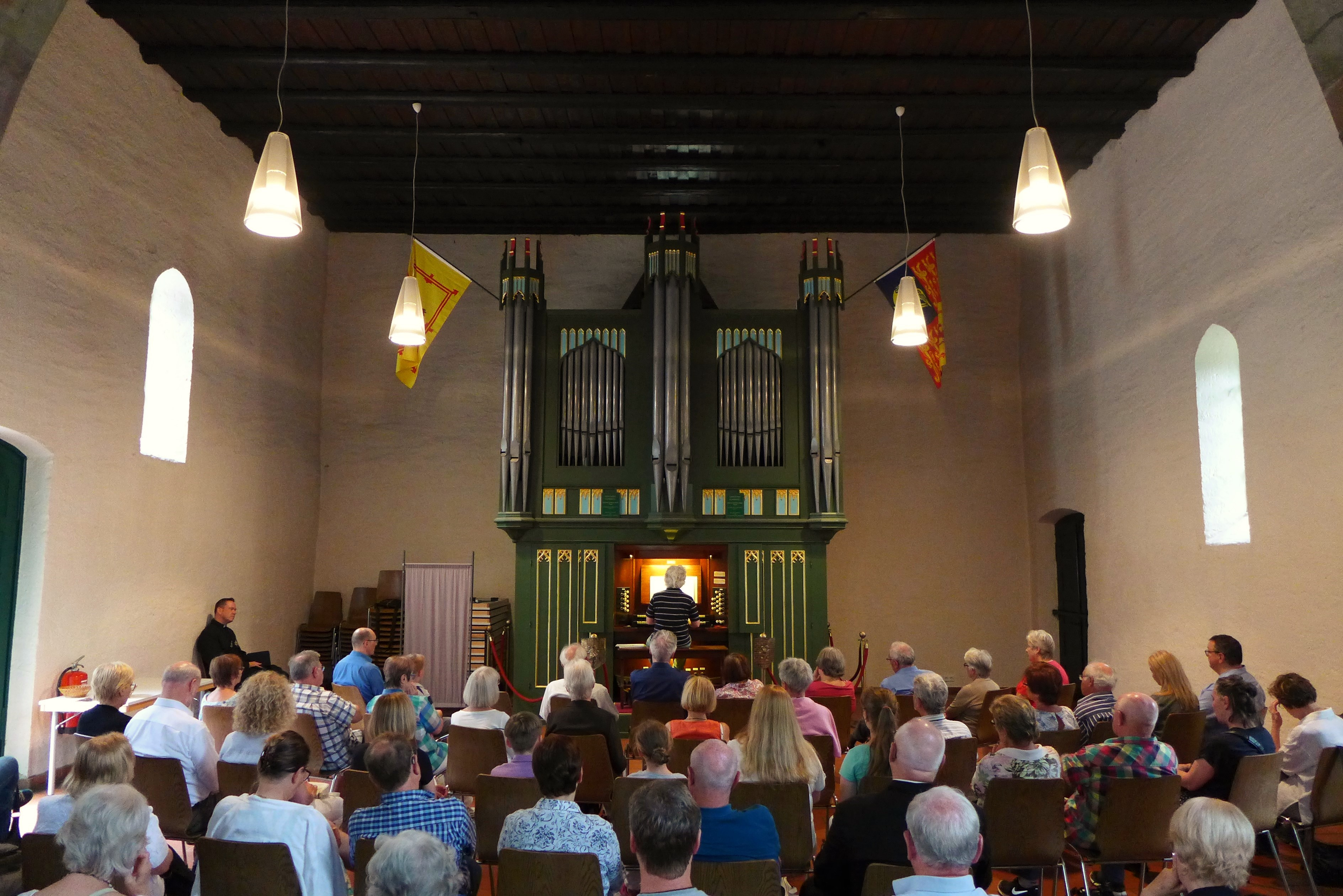
Inneres der Kapelle mit Blick zur Orgel
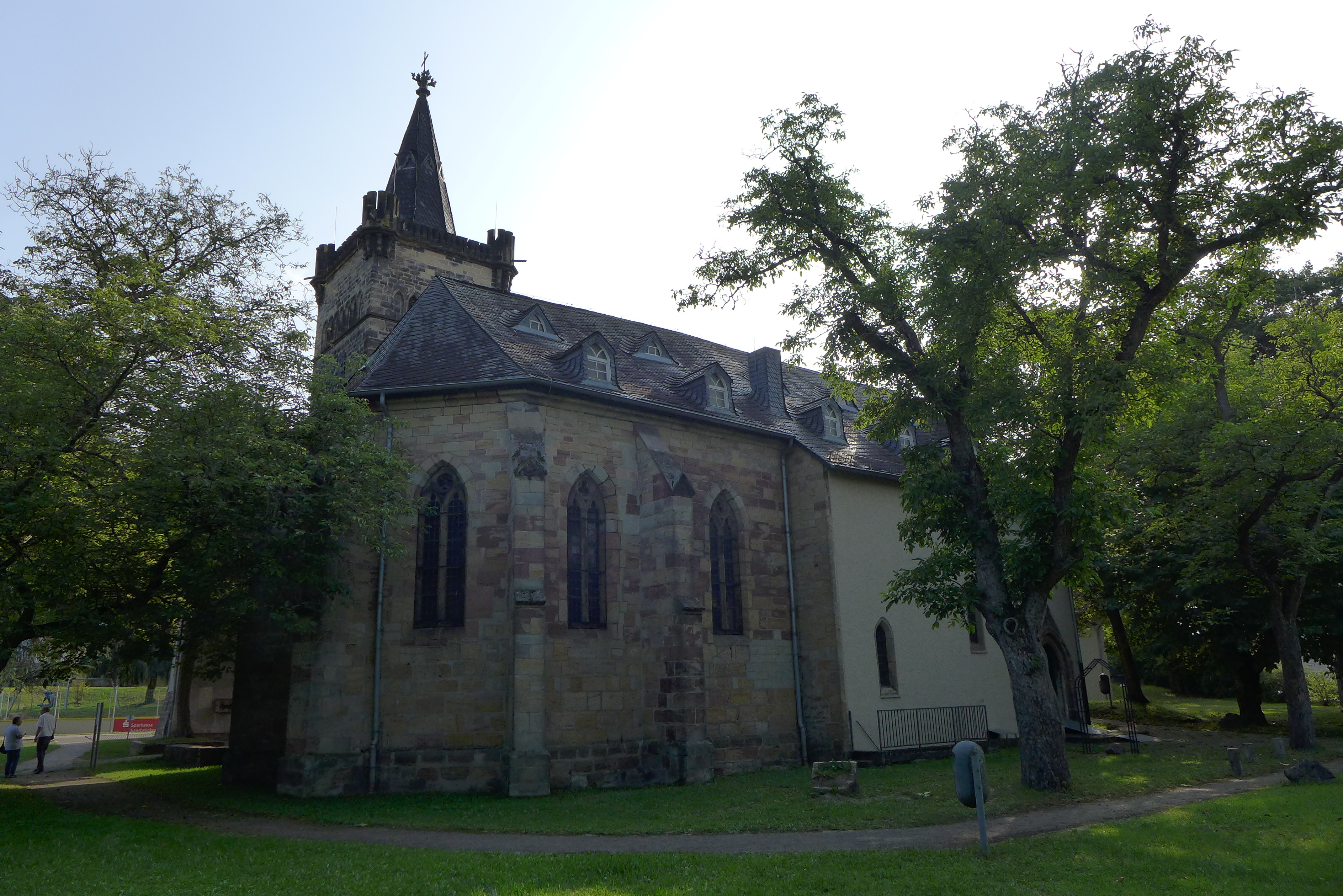
Äußeres der Kapelle St. Elisabeth
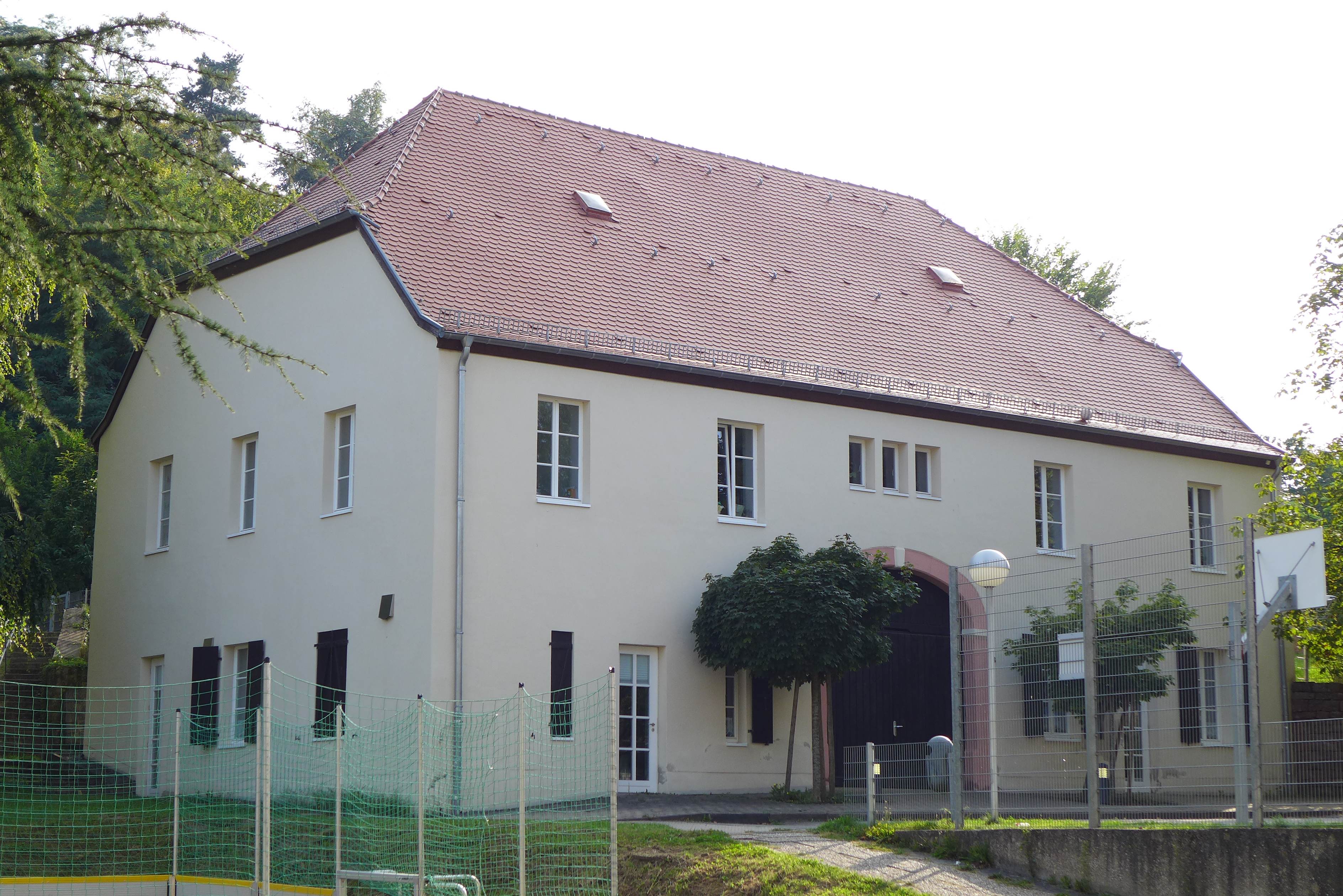
Wirtschaftsgebäude im Umfeld der Kapelle
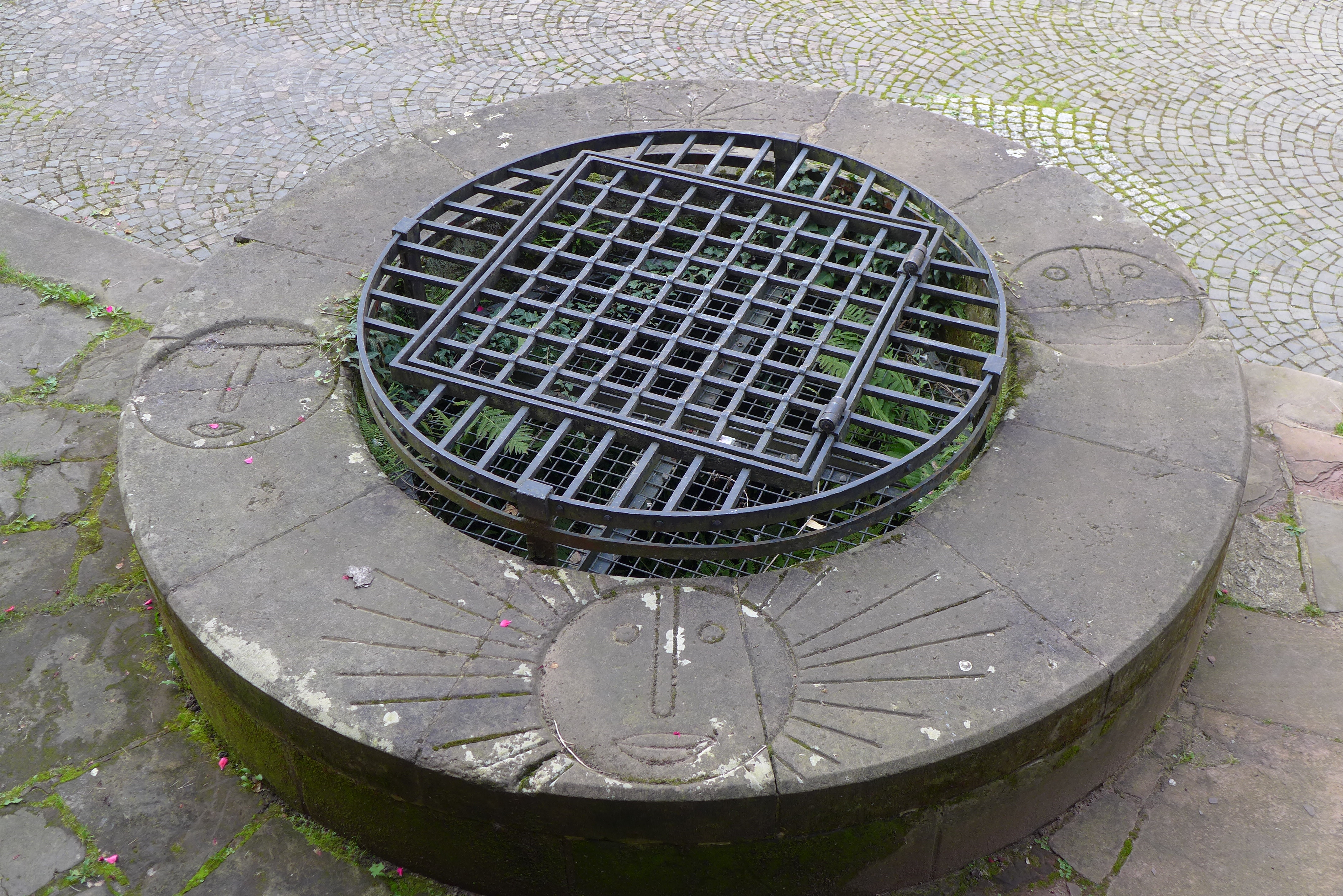
Brunnenfassung im Kapellenhof
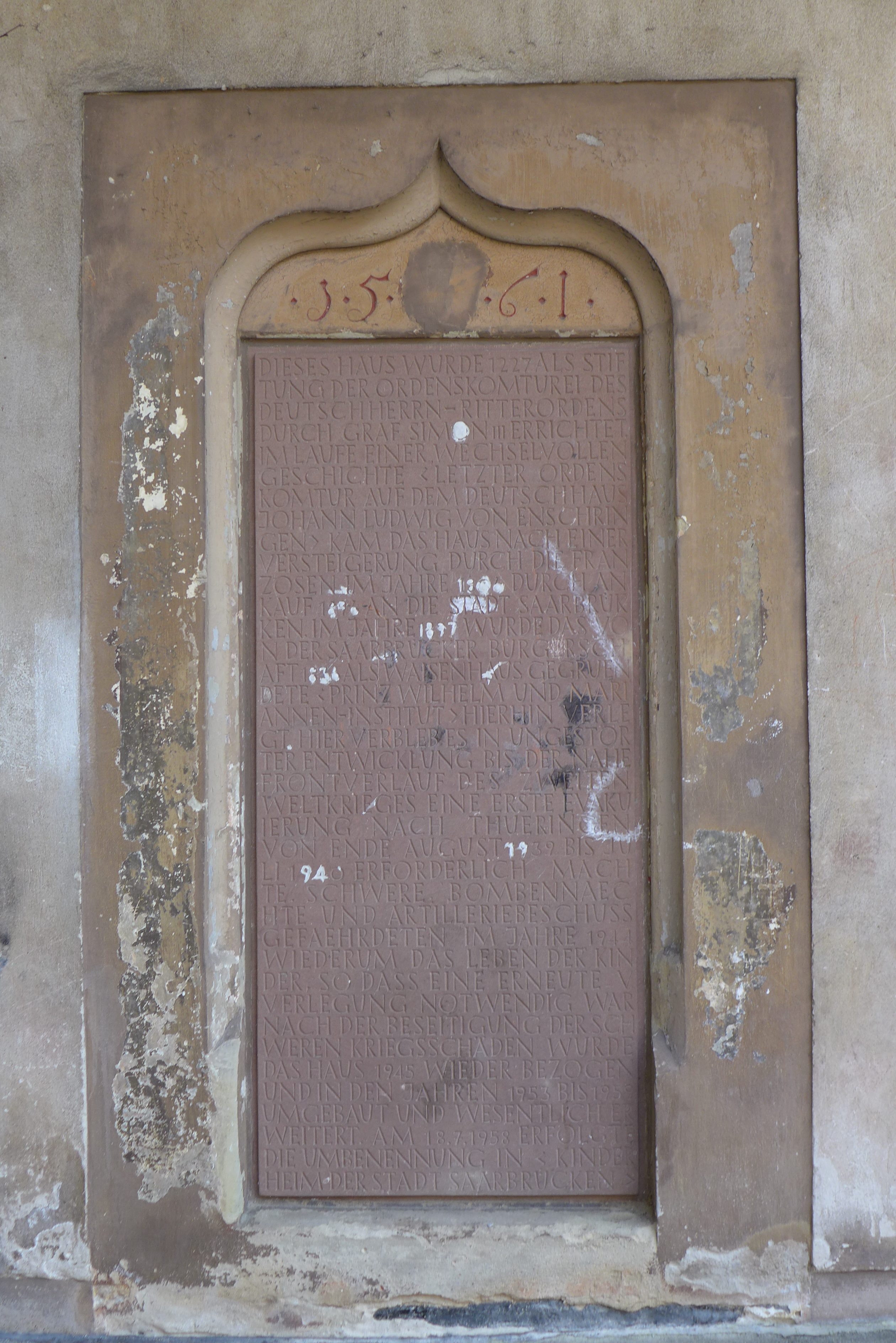
Spätgotisches Portal mit Gedenktafel
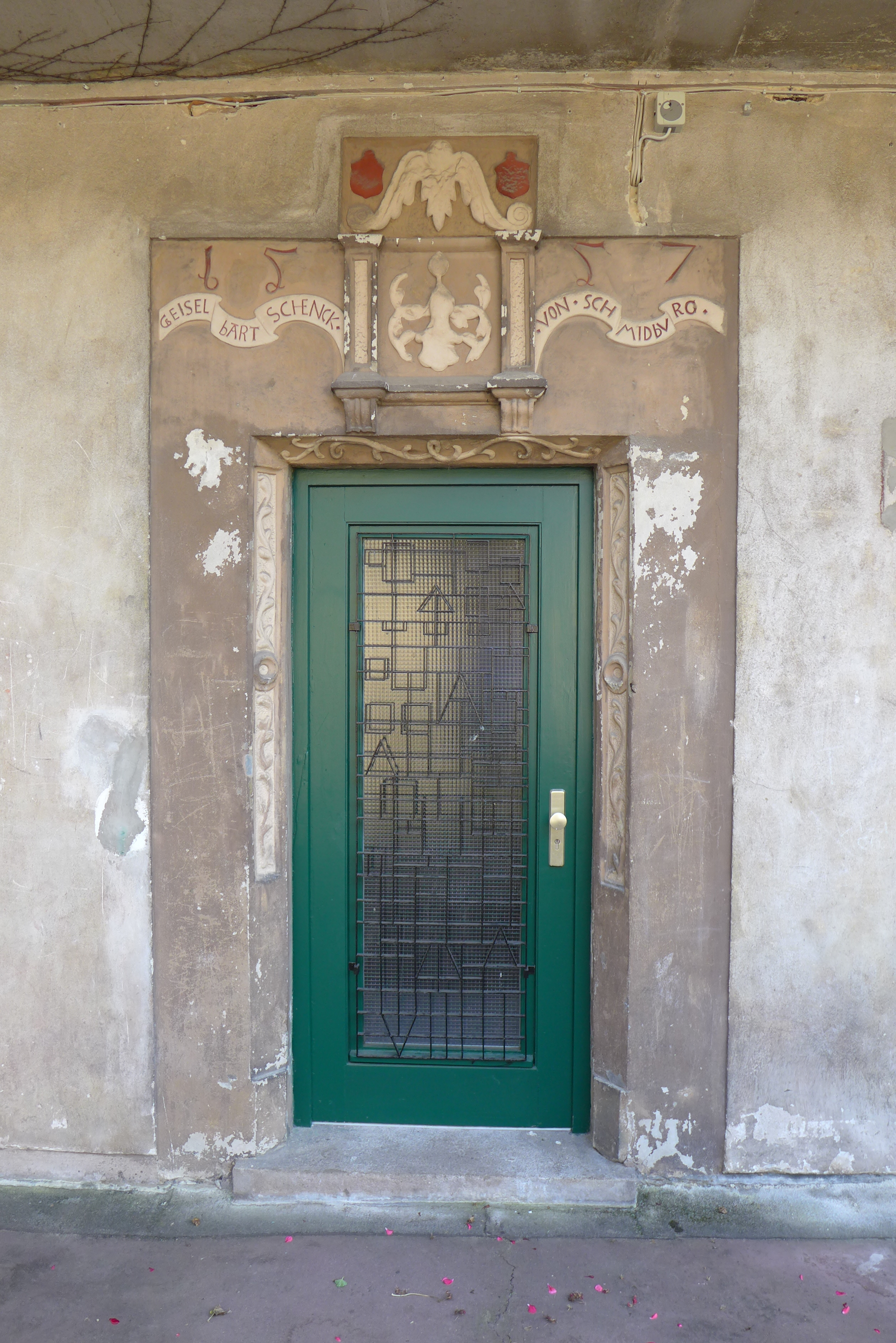
Renaissancetür zu einem Kommendengebäude mit Türblatt der jüngsten Nachkriegszeit
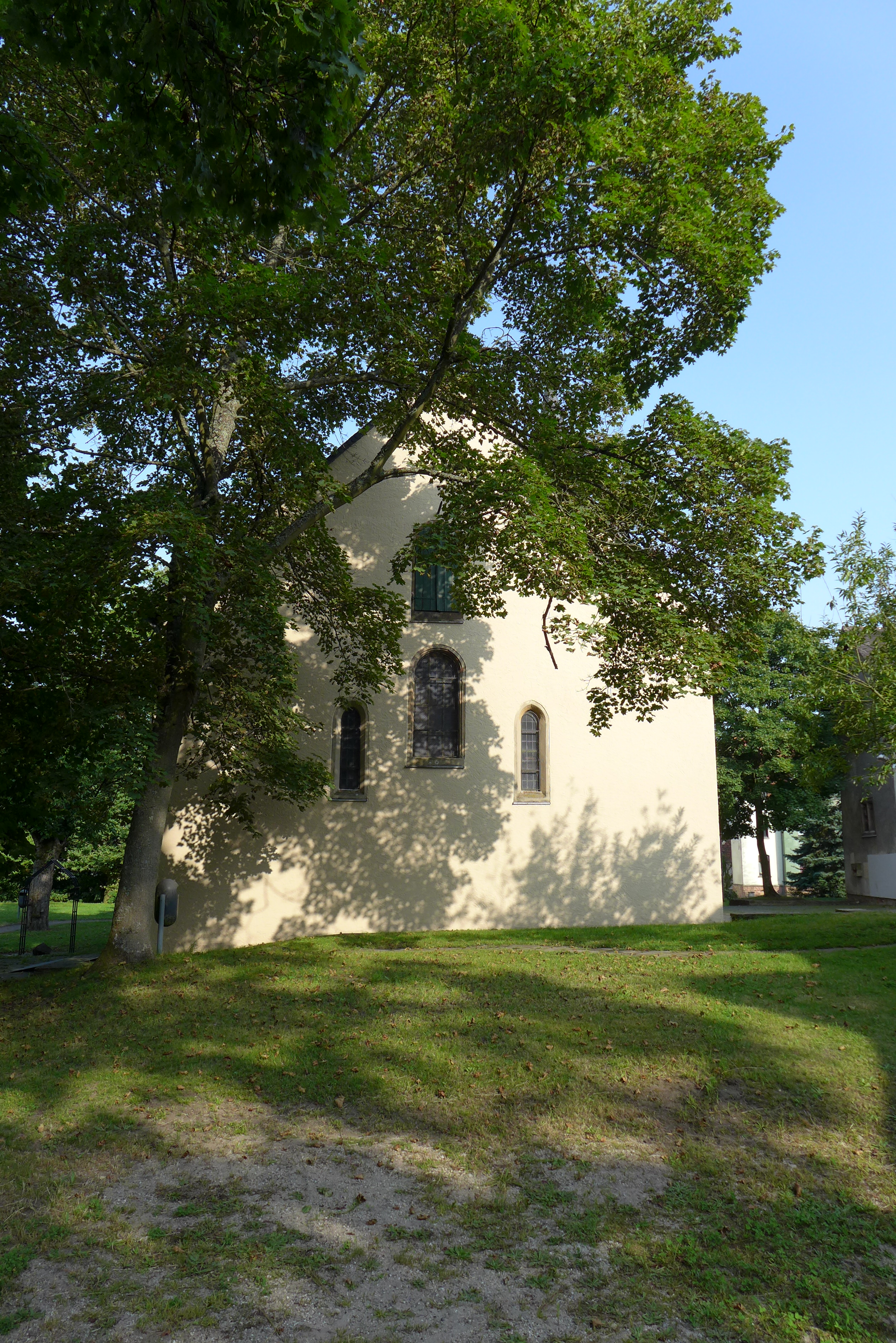
Westseite der Kapelle St. Elisabeth der ehemaligen Deutschordenskommende
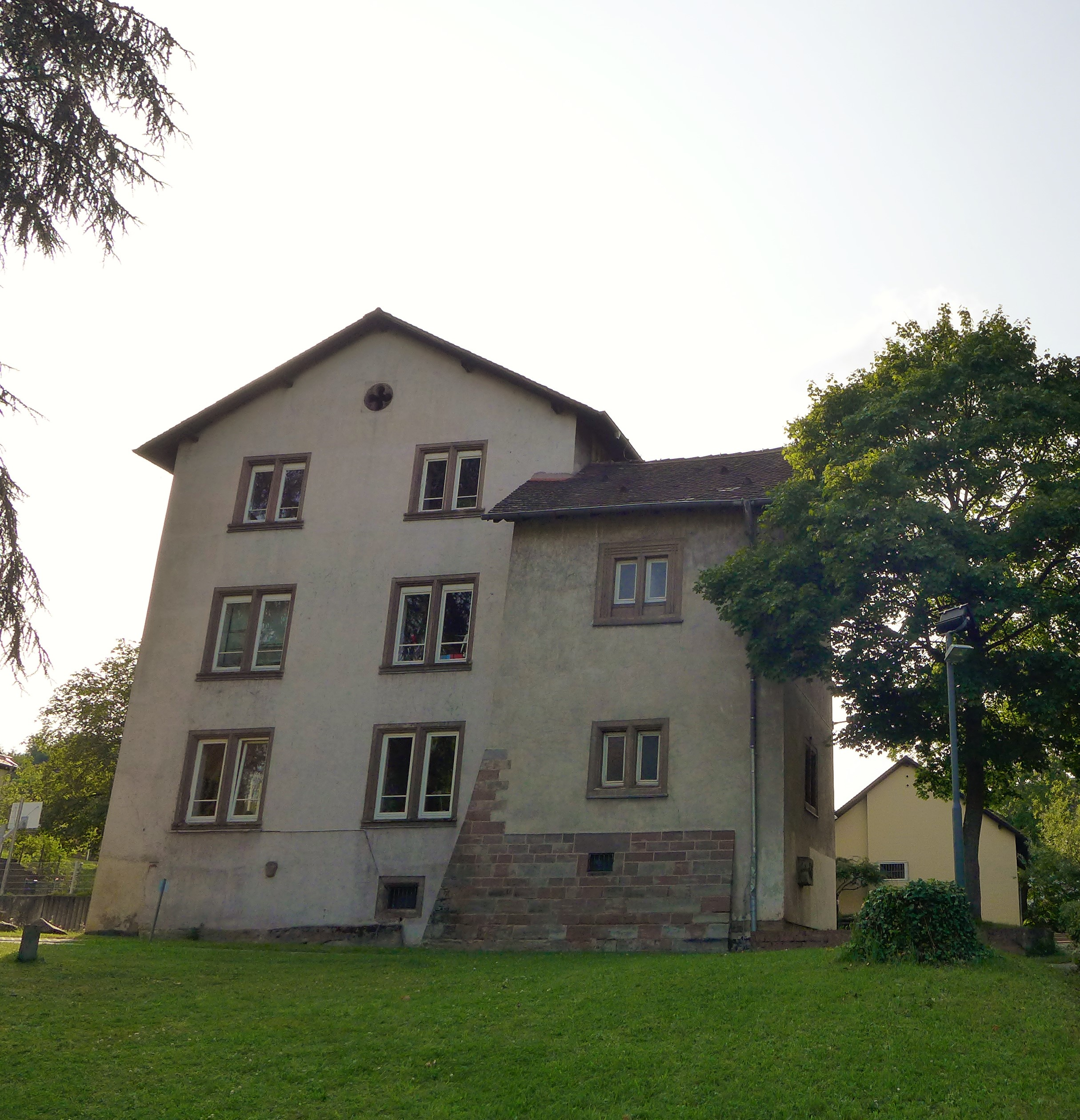
Kinderheim innerhalb der ehemaligen Deutschordenskommende

### „Buckingham“-Orgel

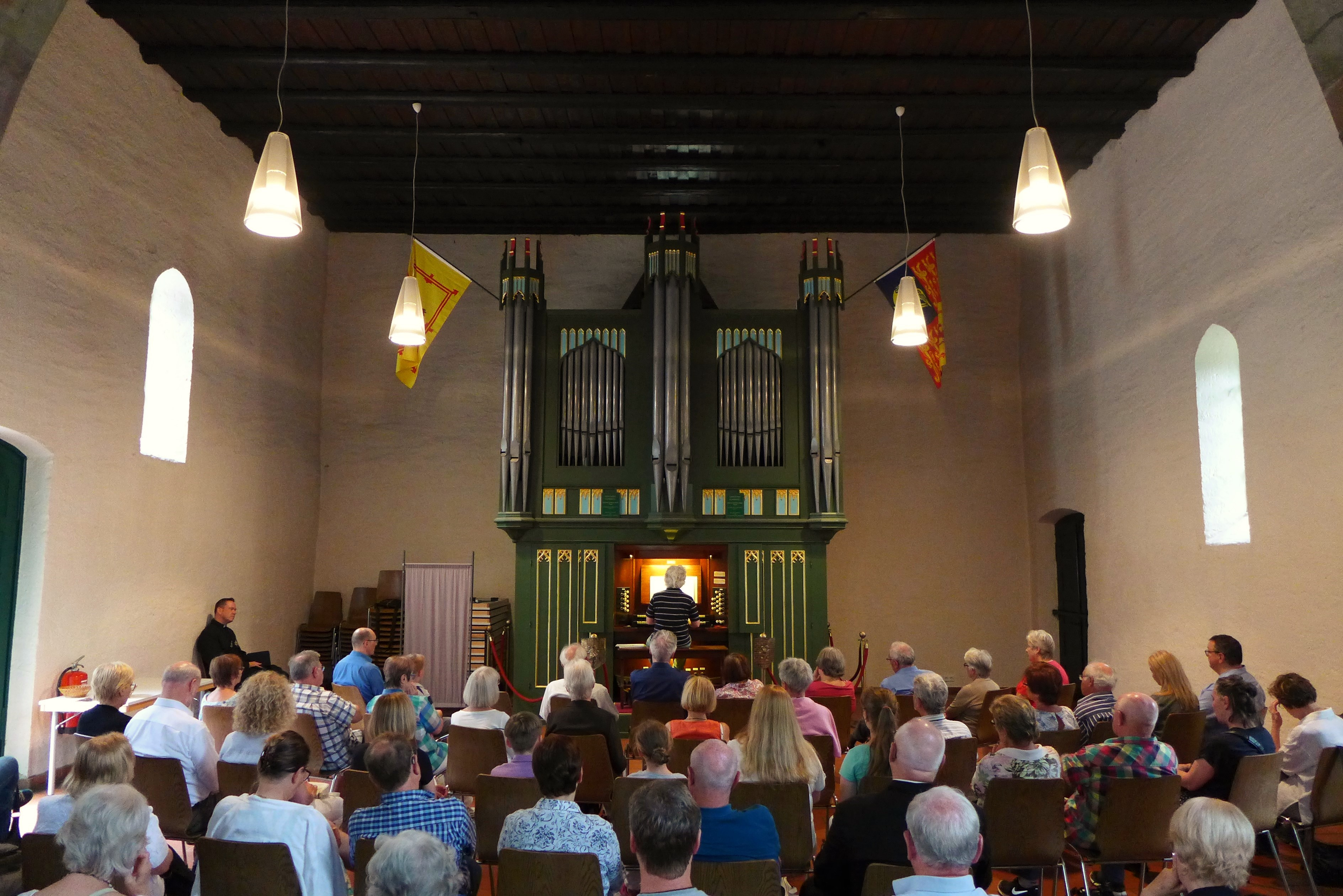
Orgel

Seit Oktober 2007 befindet sich eine historische Orgel vom Englischen Königshof in der Kapelle, die auch „Buckingham-Orgel“ genannt wird. Seitdem wird die Kapelle auch von der Hochschule für Musik Saar als Übungs- und Konzertraum genutzt. Zur Erinnerung an die königliche Herkunft des Instrumentes ist die Orgel mit dem Royal Standard sowie der Fahne des Königreiches Schottland, dem „Lion Rampant“, geschmückt.
Das Instrument wurde nach 1780 mit einem Manual von dem Orgelbauer Samuel Green erbaut. Es stand in Windsor Castle und wurde nach der Erweiterung auf zwei Manual 1842 in eine Privatkapelle im Buckingham-Palace (London) transferiert. Nach mehreren Umbauten stand es ab 1970 in der Holy Trinity Church (Kingsway) und ab 1992 in der Main Hall der Latymer Upper School. Das Instrument hat heute 19 Register auf zwei Manualwerken und Pedal.
| I Great Organ C–g3 |                  |     |
| 1.                 | Open Principal   | 08′ |
| 2.                 | Stopped Diapason | 08′ |
| 3.                 | Principal        | 04′ |
| 4.                 | Suabe Flute      | 04′ |
| 5.                 | Principal        | 02′ |
| 6.                 | Furniture IV     |     |

| Solo Stops C–g3 |               |     |
| 7.              | Royal Trumpet | 08′ |
|                 | Royal Trumpet | 04′ |

| II Swell Organ C–g3 |                |        |
| 08.                 | Spitzflute     | 08′    |
| 09.                 | Chimney Flute  | 04′    |
| 10.                 | Principal      | 04′    |
| 11.                 | Gemshorn       | 02′    |
| 12.                 | Sesquialter II |        |
| 13.                 | Larigot        | 01 ⁄3′ |
| 14.                 | Trumpet        | 08′    |
| 15.                 | Oboe (labial)  | 08′    |
|                     | Tremulant      |        |

| Pedal C–f1 |           |     |
| 16.        | Bourdon   | 16′ |
| 17.        | Principal | 08′ |
| 18.        | Fagotto   | 16′ |
| 19.        | Shalmey   | 04′ |

- Koppeln: II/I, I/P, II/P.
- Spielhilfen: Feste Kombinationen (p, mf, ff)

## Sagen
Einer Sage zufolge soll es einen unterirdischen Gang von dem Deutschhaus bis zur damaligen Propstei der Abtei Wadgassen in der heutigen Probsteigasse gegeben haben. Dieser Sage zufolge sollen sich hier Geistliche getroffen haben, um Festmahle zu feiern.